# Gualtieri Sicaminò
Gualtieri Sicaminò es una localidad italiana de la provincia de Mesina, región de Sicilia, con 1.906 habitantes.

Ubicación de la ciudad de Gualtieri Sicaminò dentro de la provincia de Mesina.

## Evolución demográfica
| Gráfica de evolución demográfica de Gualtieri Sicaminò entre 1861 y 2001 |
|                                                                          |
| Fuente ISTAT - Elaboración gráfica por parte de Wikipedia                |